# Lori de Pohnpei
El lori de Pohnpei  (Trichoglossus rubiginosus) és una espècie d'ocell de la família dels psitàcids que habita zones amb arbres o palmeres de les Illes Carolines orientals.